# جون روبن بيتز
جون روبن بيتز (بالإنجليزية: Jon Robin Baitz)‏ هو منتج تلفزيوني وكاتب مسرحي وكاتب سيناريو وممثل أمريكي، ولد في 4 نوفمبر 1961 بلوس أنجلوس في الولايات المتحدة. من الجوائز التي نالها زمالة غوغنهايم.

## أعمال

### مسلسلات
- الإخوة والأخوات

## جوائز
- زمالة غوغنهايم

## وصلات خارجية
- جون روبن بيتز على موقع IMDb (الإنجليزية)
- جون روبن بيتز على موقع أول موفي (الإنجليزية)
- جون روبن بيتز على موقع قاعدة بيانات برودواي على الإنترنت (الإنجليزية)
- جون روبن بيتز على موقع قاعدة بيانات الأفلام السويدية (السويدية)
- جون روبن بيتز على موقع قاعدة بيانات الفيلم (الإنجليزية)
- جون روبن بيتز على موقع كينوبويسك (الروسية)